# Disocactus heterodoxus
Disocactus heterodoxus, es una especie de planta suculenta perteneciente al género Disocactus, dentro de la familia Cactaceae. Se distribuye desde el sureste de México (concretamente en el estado de Chiapas) hasta el suroeste de Guatemala.   

## Descripción
Disocactus heterodoxus es una especie de cactus epífito de hábito colgante, que se desarrolla sobre árboles. Es arbustivo, se ramifica desde la base y tiene la epidermis de color verde.   
Los tallos de la planta alcanzan una longitud de 0,5 a 1,5 m y un ancho de 2 a 12 cm. Presentan una estructura segmentada de forma irregular y, en ocasiones, desarrollan raíces aéreas en la región apical. Los brotes jóvenes muestran de 3 a 5 costillas de 5 a 7 mm de diámetro en su parte más ancha y poseen de 4 a 7 espinas por areola. En contraste, los tallos viejos tienen de 2 a 3 costillas de 1,5 a 5,3 cm de altura y presentan de 0 a 14 espinas por areola. La superficie de los tallos suele ser aplanada y lobulada, con márgenes que exhiben formas convexas, sinuosas u onduladas.
Las areolas en los tallos más viejos están separadas entre sí por distancias de 3 a 7 cm. La forma de las areolas varía de circular a elipsoide y miden de 2 a 5 mm de diámetro. En los tallos jóvenes, las areolas están cubiertas de lana de color beige o marrón claro, que desaparece con la edad. Las espinas de la planta son aciculares, radiales y presentan colores que van desde el marrón oscuro hasta el marrón amarillento. Cada espina puede medir hasta 6 mm de longitud y aproximadamente 0,32 mm de diámetro.
Las flores aparecen agrupadas en la porción apical de los tallos, son fragantes y se abren durante el día. Usualmente son estrechas, ligeramente zigomorfas y miden de 8 a 15 cm de largo. Su pericarpelo (ovario) va de elipsoide a ligeramente ovoide, mide de 12 a 23 mm de largo y de 9 a 11 a mm de ancho. El tubo floral (receptáculo) es recto, aunque a veces aparece curvado en la base, mide de 4,5 a 7 cm de largo y es de color verde claro. 
El perianto presenta de 9 a 12 segmentos externos que miden de 1 a 3,5 cm de largo y son de color verde a verde claro con tonos púrpura a rojizos en el margen. También tiene de 12 a 18 segmentos internos que miden de 3,5 a 7,5 cm de longitud y son de color rojo, rosado intenso o blanco-crema, dando la apariencia de una flor rosada. Los estambres tienen filamentos de 3 a 6 cm de largo de color blanco a rosado claro y con anteras de blanco-crema a rosado claro. El estilo mide de 6 a 11 cm de longitud y el estigma presenta de 4 a 8 lóbulos de color blanco-crema. 
Los frutos son ovoides u obovoides, miden de 7,5 a 12 cm de largo y 4,5 a 6 cm de ancho. Tienen tubérculos alargados que se asemejan a costillas y son de color verde claro al madurar. Presentan areolas semicirculares de 1,2 a 2 mm de diámetro, con lana beige y espaciadas unas de otras de 10 a 20 mm. Cada una de ellas tienen de 0 a 20 espinas rectas, aciculares, rígidas, de 3 a 9 mm de largo y color marrón claro. En su interior contiene pulpa de color blanco-crema y semillas negras brillantes. Éstas miden hasta 2,1 mm de largo y 1,2 mm de ancho.

### Variación en la coloración floral
Existe una amplia variación en el patrón de coloración floral de Disocactus heterodoxus, aparentemente correlacionada geográficamente:
- Las plantas con flores rojas se han observado en la región sur, cerca de la frontera entre México y Guatemala.
- Las flores blancas se presentan al noroeste de esa región, en toda la Reserva de la Biosfera El Triunfo.
- Las flores rosadas aparecen en la zona de confluencia de ambas regiones, en el área del Cordón Pico El Loro-Paxtal y la Reserva de la Biosfera El Triunfo, pero con menor frecuencia.

## Distribución y hábitat

### Distribución
El área de distribución nativa de esta especie abarca desde el sureste de México (estado de Chiapas) hasta el suroeste de Guatemala. Concretamente se encuentra en el sureste de San Cristóbal de las Casas y en la Sierra Madre de Chiapas, desde el extremo noroeste de la Reserva de la Biosfera El Triunfo (sureste del municipio de Villa Corzo) hasta los límites entre México y Guatemala (poblado de Niquivil y noreste del Volcán Tacaná). En el caso de Guatemala, se encuentra en la Sierra de los Cuchumatanes y en las cercanías de Nebaj.

### Hábitat
La planta habita principalmente en el bioma tropical húmedo, entre los 1700 y 2883 metros sobre el nivel del mar. Crece sobre árboles como epífita y se encuentra en bosques mesófilos de montaña y bosques húmedos de pino-encino. Sus raíces se incrustan en la corteza de los árboles huéspedes para anclarse y fijarse, por lo que su único acceso a la humedad y los nutrientes proviene de la lluvia y los excrementos que caen desde arriba. Además, siempre crecen bajo el dosel de los árboles y nunca están expuestas al sol directo.

## Taxonomía
La primera descripción de esta especie fue como Heliocereus heterodoxus, publicada en 1944 por los botánicos estadounidenses Paul Carpenter Standley y Julian Alfred Steyermark en la revista científica Publications of the Field Museum of Natural History 23: 67.
Más tarde, el botánico francés Joël Lodé trasladó la especie al género Disocactus, por lo que pasó a llamarse Disocactus heterodoxus. Registró estos cambios en Cactus-adventures international (Almería) 32 (1): 52 (2020 publ. 2022).
Etimología
- Disocactus: nombre genérico formado a partir de las palabras griegas dis (que significa 'dos veces'), isos (que significa 'igual) y kaktos (que significa 'cardo' o 'planta espinosa'), en alusión a los tallos aplanados con forma de hoja (con dos lados idénticos) que presentan las especies de este género.[5]
- heterodoxus: epíteto específico que deriva de la palabra inglesa heterodox (que significa 'distinto del estándar'), en alusión al tubo de la corola de estas plantas, que es relativamente largo en comparación con otras especies del mismo género, en las cuales el tubo es mucho más corto.[6]

## Estado de conservación
Aunque la especie es abundante en la naturaleza, las principales amenazas que sufren algunas de sus poblaciones se deben a la pérdida del hábitat debido a la deforestación y fragmentación del bosque mesófilo en México y Centroamérica.

## Usos
Se cultiva principalmente como planta ornamental y su propagación se realiza a través de esquejes. Además, los frutos, conocidos como "pitayas", son consumidos por la población local.